# Bimiínos
Bimiínos (Bimiini) é uma tribo de coleópteros da subfamília Cerambycinae; compreende 14 espécies em sete gêneros.

## Sistemática
- Ordem Coleoptera
  - Subordem Polyphaga
    - Infraordem Cucujiformia
      - Superfamília Chrysomeloidea
        - Família Cerambycidae
          - Subfamília Cerambycinae
            - Tribo Bimiini
              - Gênero Adalbus (Faimaire & Germain, 1859 )
              - Gênero Akiptera (Saunders, 1850 )
              - Gênero Bimia (White, 1850 )
              - Gênero Lautarus (Germain, 1900)
              - Gênero Phantazoderus (Fairmaire & Germain, 1864 )
              - Gênero Proagapete (McKeown, 1945)
              - Gênero Sybilla (Thomson, 1864)